# Inmigración estadounidense en Chile
La inmigración estadounidense en Chile se refiere al movimiento migratorio desde los Estados Unidos de América hacia la República de Chile. De acuerdo al censo chileno de 2012, la diáspora estadounidense es la séptima más numerosa de extranjeros residiendo en Chile.
Dentro del perfil migratorios de los ciudadanos estadounidenses en Chile, destacan las personas nacidas en Chile que adquirieron la nacionalidad estadounidense y que luego retornaron a su país de origen, también los nacidos en los Estados Unidos con ancestros chilenos o con doble nacionalidad chilena, seguidos por ciudadanos estadounidenses que migran por razones conyugales (contraer matrimonio o unión civil con un ciudadano chileno). También destacan los estudiantes y trabajadores estadounidenses que residen de forma temporal o definitiva. Asimismo, jubilados estadounidenses han emigrado a Chile al considerar un menor costo para mantener un buen estándar de vida sin salir del continente americano.

## Historia
Familias estadounidenses se establecieron en Chile durante el siglo XIX y comienzos del siglo XX para dedicarse a la explotación de recursos minerales, tales como el salitre, cobre, plata y oro. 
Fue destacable la labor realizada por Carlos van Buren, hijo de un ciudadano estadounidense de ascendencia neerlandesa, luego del terremoto de Valparaíso de 1906, asumió al año siguiente la administración del "Hospital San Juan de Dios" de la ciudad (hoy Hospital Carlos Van Buren), reparándolo y dejándolo en óptimas condiciones incluso con su aporte económico personal. 

### Misioneros religiosos
La historia de los misionero religiosos provenientes de Estados Unidos en Chile tiene una larga tradición. Muchos de ellos viajaron para hacer labores de evangelización especialmente protestante, en su mayoría de las ramas metodistas, bautistas, pentecostales, congregacionales y presbiterianos. Esto se vio favorecido con la promulgación de las leyes laicas iniciadas a partir de 1833, y luego con la separación Iglesia-Estado en 1925. Entre ellos, destacan el ministro religioso David Trumbull, uno de los fundadores de la Iglesia presbiteriana en Chile que se radicó en Valparaíso y el misionero metodista Dillman Bullock, radicado en Angol, donde fundó una escuela agrícola y un museo que lleva su nombre. 
En 1878, un grupo de misioneros estadounidenses fundó en Concepción el The American College, una institución educativa de habla inglesa, protestante y con internado para varones. Junto a ella, se estableció el Concepción College, una escuela angloparlante con internado para señoritas. Ambas iniciativas educativas, vinculadas a la Iglesia Metodista de Chile, recibieron financiamiento por parte de la Iglesia Metodista Episcopal de Estados Unidos para su apertura. Por su parte, dentro de la obra educacional católica, el Colegio Villa María Academy, fue fundado en 1940 por un grupo de religiosas estadounidenses pertenecientes a la congregación de Hermanas Siervas del Inmaculado Corazón de María, originarias de Pensilvania.
A partir de los años 1960 comenzó a establecerse en Chile la Iglesia de Jesucristo de los Santos de los Últimos Días (mormones), muchos de sus misioneros estadounidenses viajan cada año a efectuar labores evangelizadoras en el país sudamericano.
En 1999, una familia de misioneros menonitas estadounidenses se estableció en un sector rural de la comuna de Puerto Octay, en la Región de Los Lagos, para establecer una comunidad de acuerdo a sus principios, siendo la primera colonia propiamente tal de los menonitas en Chile.

## Estadounidenses en la actualidad
Muchos estadounidenses han optado por emigrar a Chile debido principalmente a los altos indicadores socioeconómicos en comparación a otros países de América Latina, así como también por la calidad de vida de las principales ciudades chilenas. Del mismo modo, estudiantes estadounidenses han escogido a las instituciones educativas chilenas para realizar sus estudios de intercambio académico, así como también cursos relacionados con la cultura latinoamericana, el idioma español, entre otros.
El modelo económico chileno implementado durante las últimas décadas, orientado hacia el sistema de libremercado e implementado en un comienzo por los Chicago Boys, ha favorecido la llegada de inmigrantes estadounidenses y su adaptación desde el principal exponente mundial del capitalismo.